# Traumatisme (médecine)
Pour les articles homonymes, voir Traumatisme.
 Mise en garde médicale
Un traumatisme (du grec τραῦμα (trauma) = « blessure ») est un dommage, ou choc, provoqué par une blessure physique grave et soudaine,. Il peut être décrit en tant que « blessure ou dommage physique, tel qu'une fracture ». Le traumatisme majeur (défini par un degré de sévérité plus élevé que 15) peut conduire à des complications secondaires comme un collapsus, une insuffisance respiratoire et la mort. Ramener à la vie un patient souffrant d'un traumatisme implique souvent de multiples procédures médicales. Le traumatisme est la sixième cause de mort dans le monde[réf. souhaitée], comptant 10 % de mortalité[réf. souhaitée], et un très grave problème de santé avec des coûts sociaux significatifs.

## Classification
Le traumatisme peut être classifié selon la zone affectée du corps.
- Polytraumatisme (environ 40 %)
- Traumatisme crânien (environ 30 %)
- Traumatisme thoracique (20 %)
- Traumatisme abdominal (10 %)
- Traumatisme des extrémités (2 %)

## Causes et facteurs de risque
Les contusions sont la première cause de morts aux États-Unis. La majeure partie des cas de contusion sont causées par des accidents routiers. Les chutes, seconde circonstance de traumatisme, sont aussi la deuxième cause de morts traumatiques. La majeure partie du temps, la taille d'un individu définit la gravité du traumatisme infligé. Un traumatisme peut être causé lors d'un plongeon dans le coma lorsqu'un corps étranger, comme un couteau ou une balle de revolver, pénètre les tissus corporels d'un individu, créant ainsi une blessure ouverte. Aux États-Unis, la majorité des morts sont causées par un traumatisme survenant dans les zones urbaines, 80 % des causes mortelles surviennent par brûlures
. Une blessure par explosion est une cause complexe de polytraumatisme. Elle inclut communément une explosion, un traumatisme physique lié et peut également être accompagnée de brûlures à de différents degrés.
Ingestion d'alcool et drogues illégales sont autant de facteurs de risque, particulièrement pour les collisions routières, violence et les agressions. L'ingestion de benzodiazépines à long terme augmente le risque de traumatisme chez les personnes âgées.

## Épidémiologie
- Aucune donnée
- < 25
- 25-50
- 50-75
- 75-100
- 100-125
- 125-150
- 150-175
- 175-200
- 200-225
- 225-250
- 250-275
- > 275

Décès par traumatismes sur 100000 habitants en 2004.

Le traumatisme est la sixième cause de mortalité dans le monde, et la cinquième cause de handicap irréversible. Chez les individus âgés entre 1 et 45 ans, le traumatisme est la première cause de mortalité,,. Les premières causes de mortalité sont les blessures infligées au système nerveux central, suivi par une hémorragie.

## Types
- La fracture, lésion par rupture d’un os.
- L'entorse, lésion des ligaments d'une articulation.
- La plaie, rupture de la barrière cutanée.
- La brûlure, causée par un excès de chaleur ou un excès de froid.
- L'ecchymose, lésion sans rupture de la peau d'une partie molle de l'organisme entraînant un amas de sang sous la peau.
- Les traumatismes psychiques (blessure morale — description succincte) : il y a traumatisme quand une blessure (psychique) est bloquée par une représentation négative. Il ne suffit donc pas d'un « simple » vécu douloureux pour dire qu'il y a traumatisme. La représentation négative va « enkyster » la blessure, bloquer sa guérison.
- Les lésions cérébrales.